# Litoria lorica
Litoria lorica är en groddjursart som beskrevs av Davies och McDonald 1979. Litoria lorica ingår i släktet Litoria och familjen lövgrodor. IUCN kategoriserar arten globalt som akut hotad. Inga underarter finns listade i Catalogue of Life.